# Егоров, Василий Алексеевич
Васили́й Алексе́евич Его́ров (25 августа 1919, Горка, Петроградская губерния — 17 февраля 1964, Мга, Ленинградская область) — командир отделения 21-й отдельной разведывательной роты 27-й стрелковой дивизии (26-я армия, сначала Карельский фронт, затем 2-й Белорусский фронт), сержант.

## Биография
Василий Алексеевич Егоров родился в крестьянской семье в деревне Горка (ныне — Кировский район Ленинградской области). Окончил 6 классов школы. Работал в колхозе.
21 июля 1941 года Мгинским райвоенкоматом был призван в ряды Красной армии. С 18 августа 1941 года на фронтах Великой Отечественной войны. Начинал воевать на Карельском фронте в районе села Реболы.
6 июня 1942 года младший сержант Егоров, действуя в засаде на фланге противника, умело маскируясь и выбирая позицию, заметил противника. По сигналу командира открыл ураганный огонь, прижимая противника к земле, чем обеспечил манёвр взвода с флангов и атаку. Противник не выдержал и стал отступать, бросая раненых и трофеи. В бою были захвачены двое финских солдат и ценные документы. 10 июня 1943 года в районе Унч-озеро, находясь в головном дозоре, он обнаружил гарнизон противника и разведал пути подхода к нему. При атаке объекта Егоров, маскируясь и меняя позицию, открыл огонь по противнику. Им был подавлен ручной пулемёт, чем обеспечены действия группы захвата. В результате был захвачен 1 солдат противника. Всего Егоровым были уничтожены 9 солдат противника и захвачены 12 пленных. Приказом по 27-й стрелковой дивизии от 30 июня 1943 года награждён медалью «За отвагу».
8 августа 1943 года в 10 км северо-восточнее села Ругозеро огнём своего пулемёта обеспечил группе захвата поимку контрольного пленного. В этом бою уничтожил 6 солдат противника. 21 ноября огнём пулемёта обеспечил прорыв ротой кольца окружения. Стреляя на ходу, уничтожил 12 солдат противника, а разведывательной ротой разгромлена егерская рота финнов. 22 февраля 1944 года огнём пулемёта обеспечил группе захвата захват пленного. Приказом по 27-й стрелковой дивизии от 18 июня 1944 младший сержант Егоров был награждён орденом Славы 3-й степени.
За мужество и героизм в боях против немецко-фашистских и белофинских захватчиков, уничтожение живой силы противника и умелое управление огнём пулемёта при захвате контрольных пленных сержант Егоров был награждён орденом Отечественной войны 2-й степени.
5—8 августа 1944 года противник пытался прорвать оборону на реке Чирко-Кемь на участке, где находилось отделение под командованием сержанта Егорова. После 2-часовой артподготовки и 8 атак противник понял, что пройти ему не удастся, и посадил арткорректировщика, который корректировал удары миномётной батареи. За короткое время по отделению Егорова было выпущено около 100 мин, но Егоров и бойцы отделения окопов не покинули и продолжали вести бой. Даже когда Егоров был ранен осколком мины, он не покинул поле боя и продолжал вести бой и командовать отделением. В санчасть ушёл только по приказу командира. Приказом по войскам 26 армии от 22 октября 1944 года он был награждён орденом Славы 2-й степени. В боях за город Гдыня 22—25 марта 1945 года сержант Егоров приказом по 27-й стрелковой дивизии от 19 июня 1945 года был награждён орденом Красной Звезды.
В бою 23 марта 1945 года в районе Гдыни отделение под командованием сержанта Егорова первым ворвалось в траншеи противника и завязало рукопашный бой уничтожив при этом 7 солдат противника. Егоров лично убил 2 солдат противника. 25 марта 1945 года отделение под командованием Егорова отразило 4 контратаки противника. Измотав противостоящую группу противника, Егоров сам повёл своё отделение в атаку, и отделение отбило у противника выгодный рубеж. Будучи ранен, Егоров продолжал руководить отделением. Указом Президиума Верховного Совета СССР от 29 июня 1945 года награждён орденом Славы 1-й степени.
Сержант Егоров был демобилизован. Жил в рабочем посёлке Мга Ленинградской области. До 1963 работал заместителем директора заготконторы Тосненского района.
Скончался Василий Алексеевич Егоров 17 февраля 1964 года.

## Память
- Похоронен на кладбище посёлка Мга[1].